# شاپرک‌های ماه آسیایی-آمریکایی
شاپرک‌های ماه آسیایی-آمریکایی (نام علمی: Actias) نام یک سرده از تیره شاپرکان چشم‌گربه‌ای است. گونه‌های این سرده دارای یک دم نسبتاً بلند هستند. گونه‌های این سرده در طول دوران زندگی خود از عنبر، سائل (سرده)، کاج و درختان دیگر تغذیه می‌کنند.

## نگارخانه

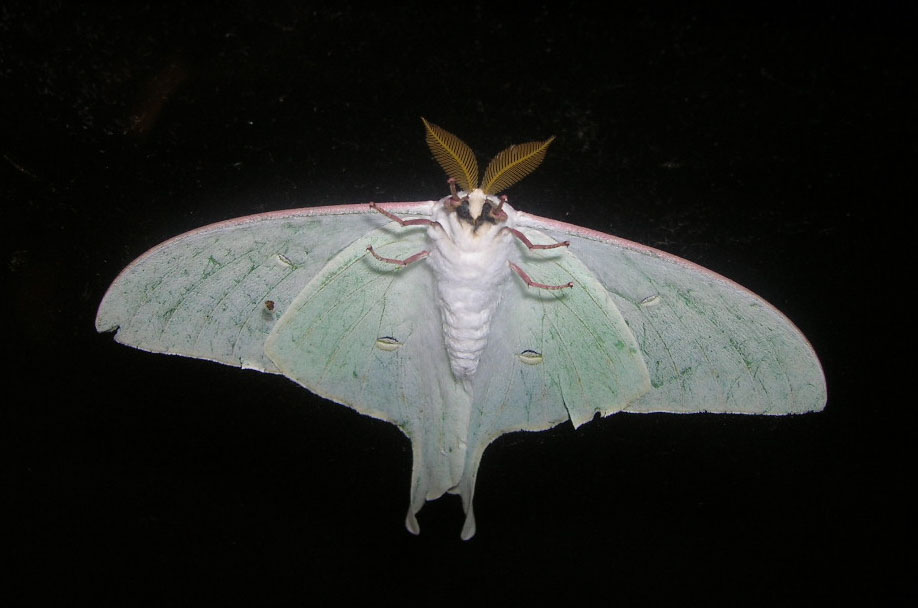
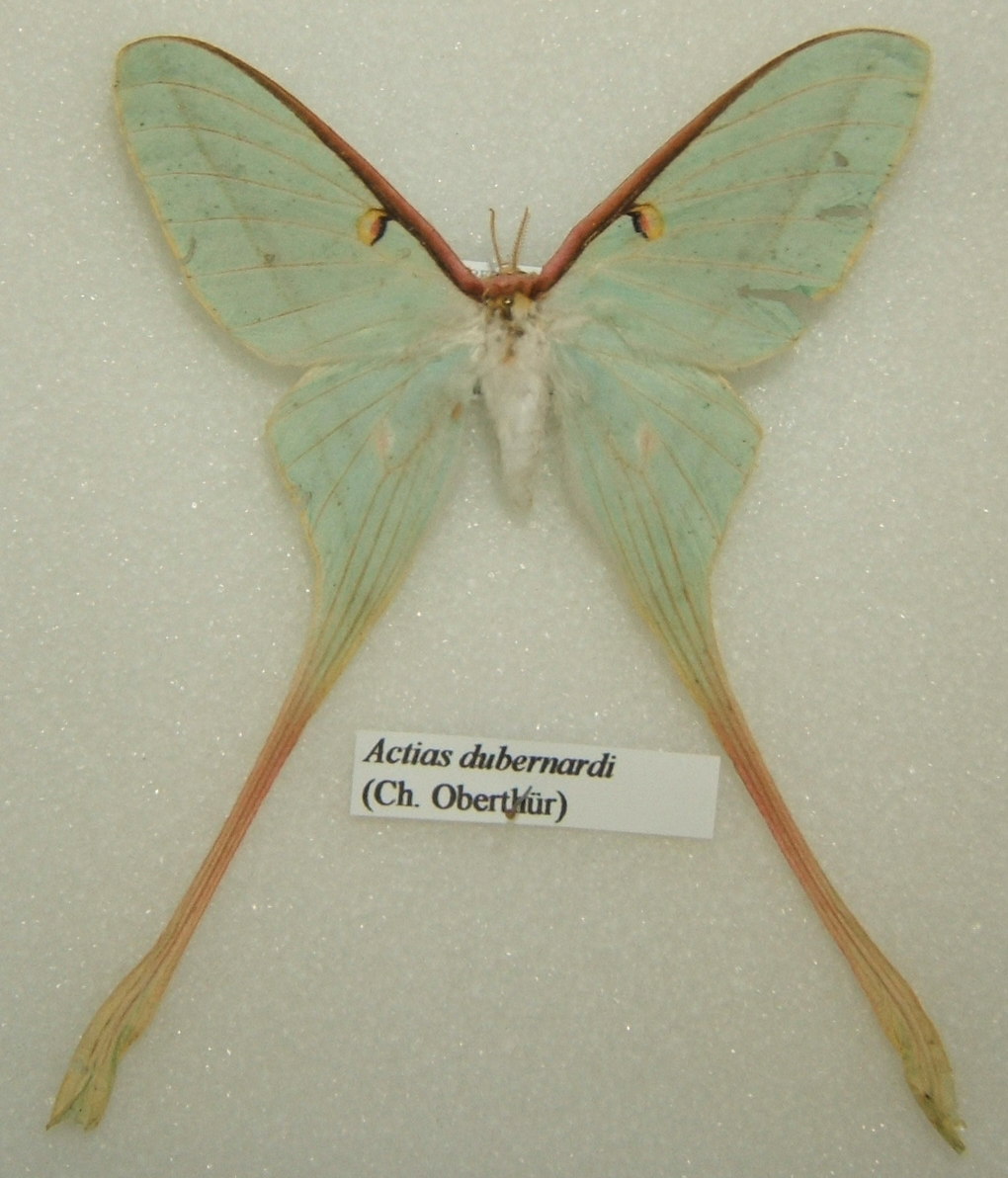
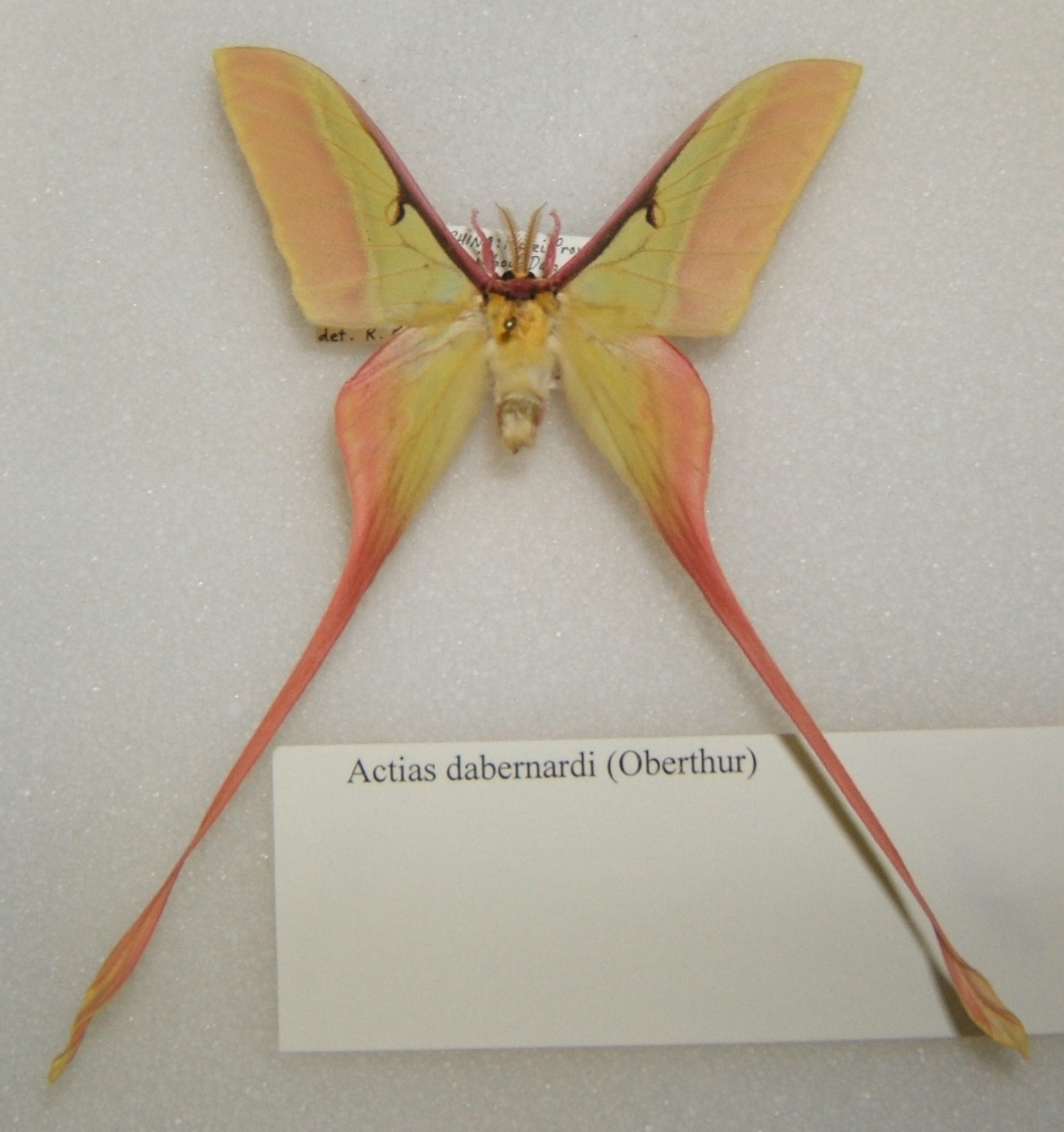
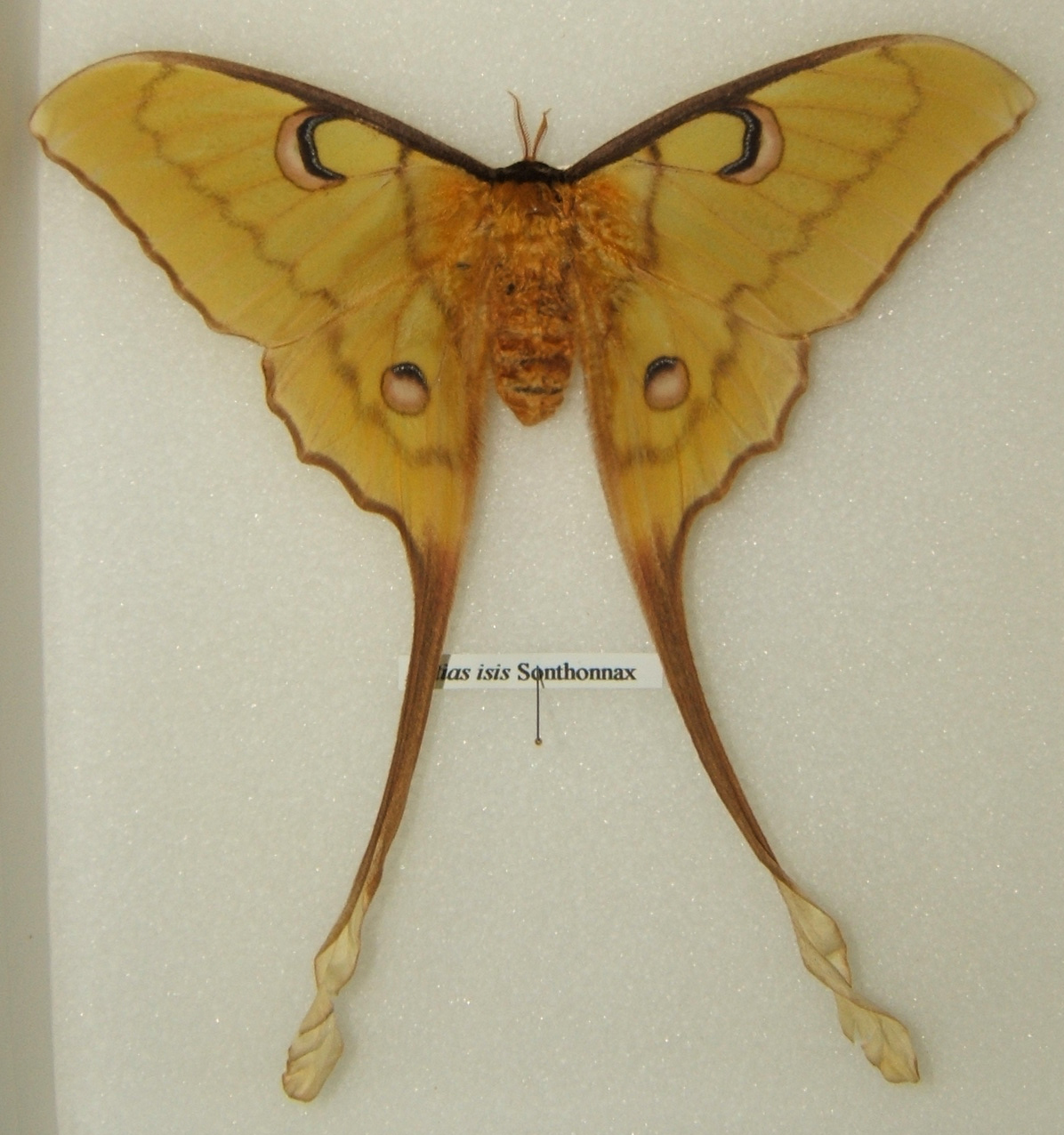
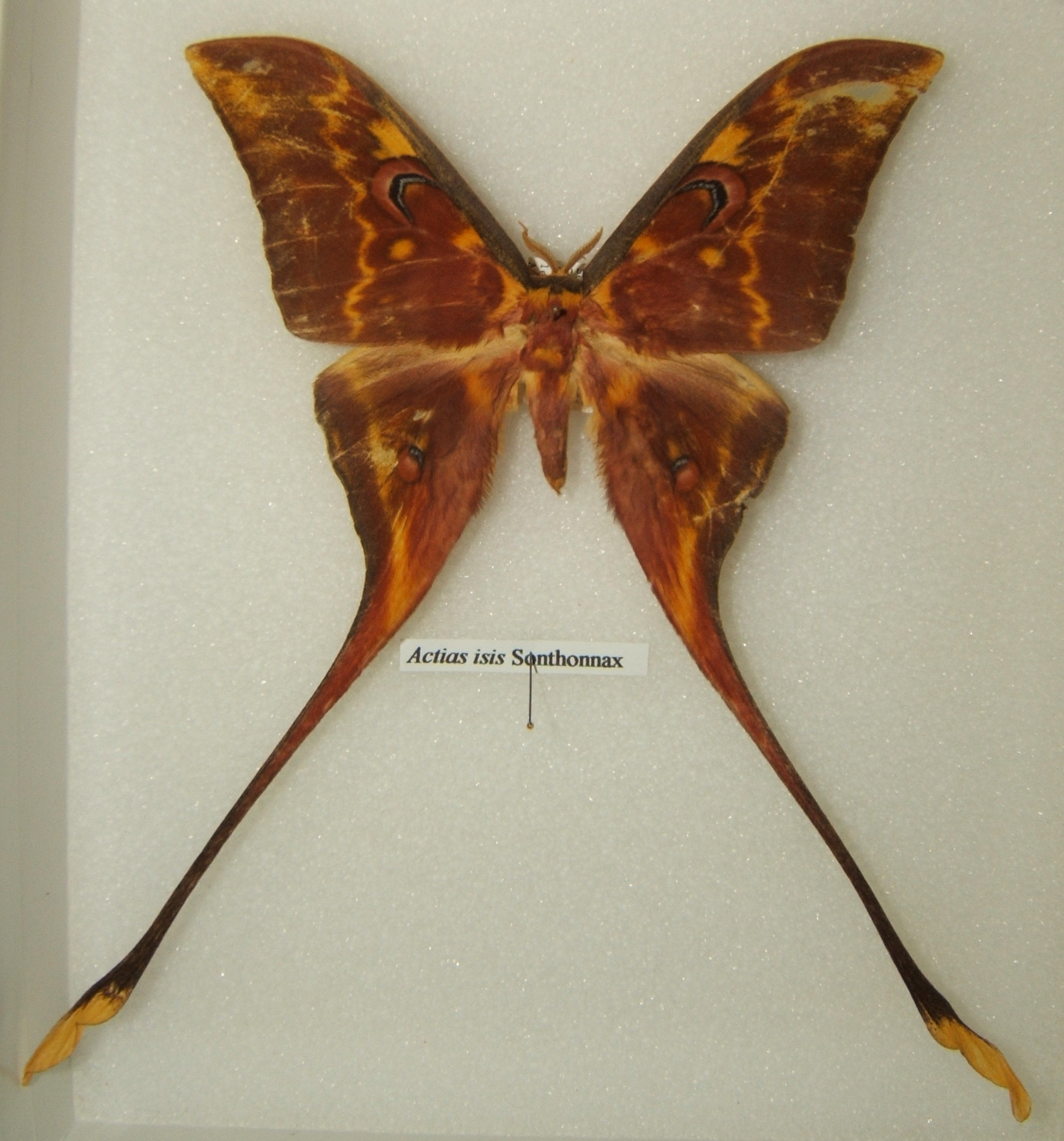
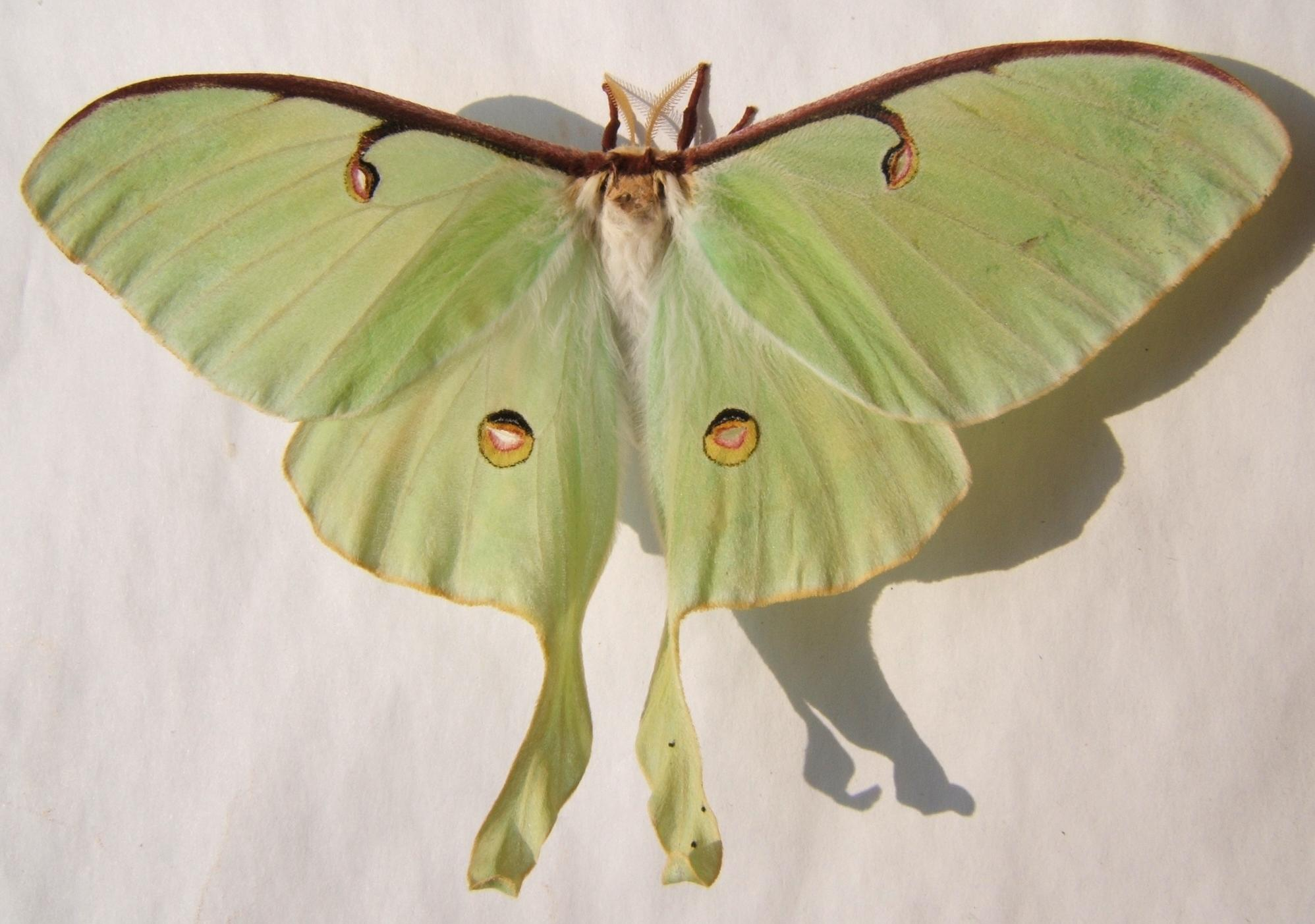
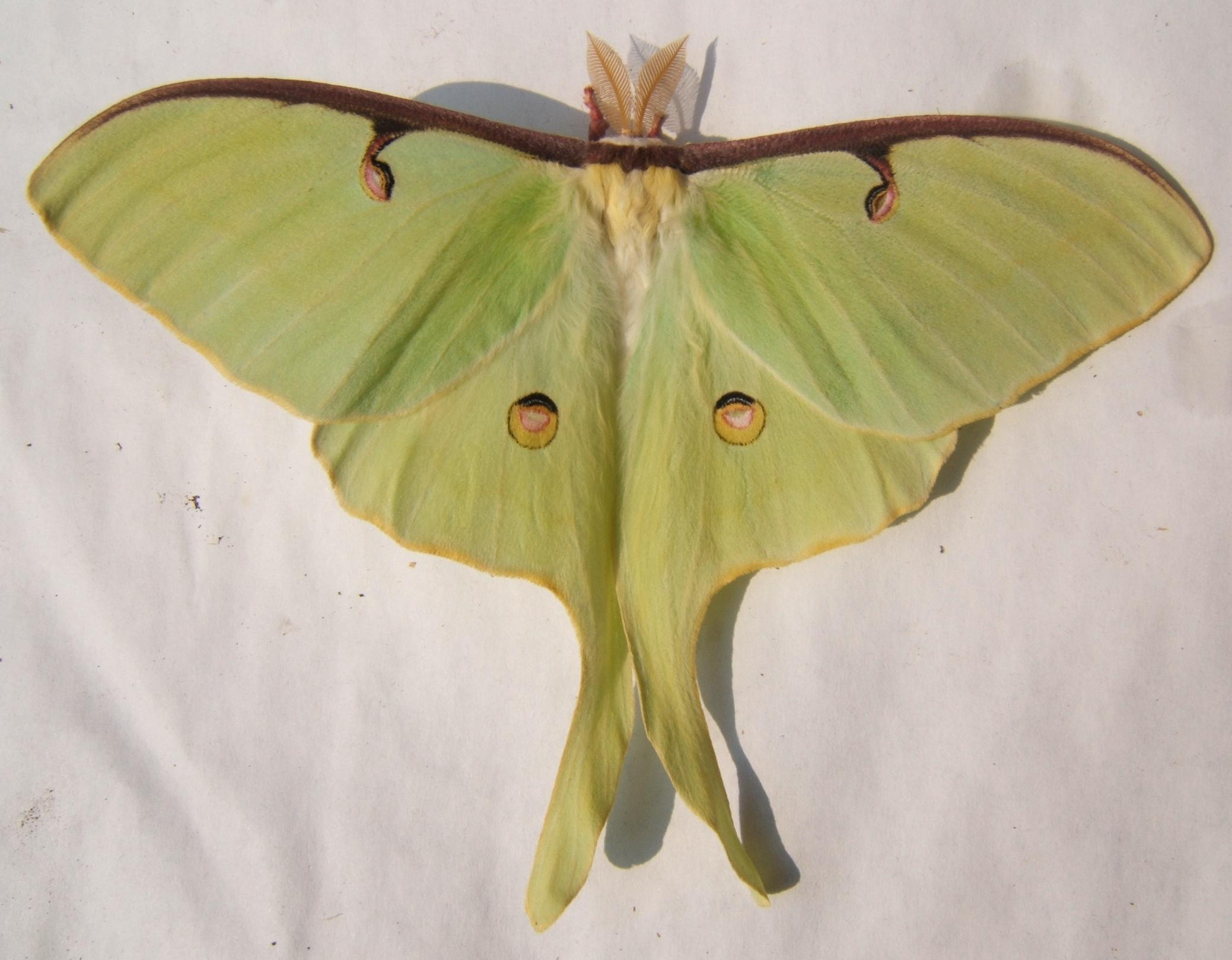
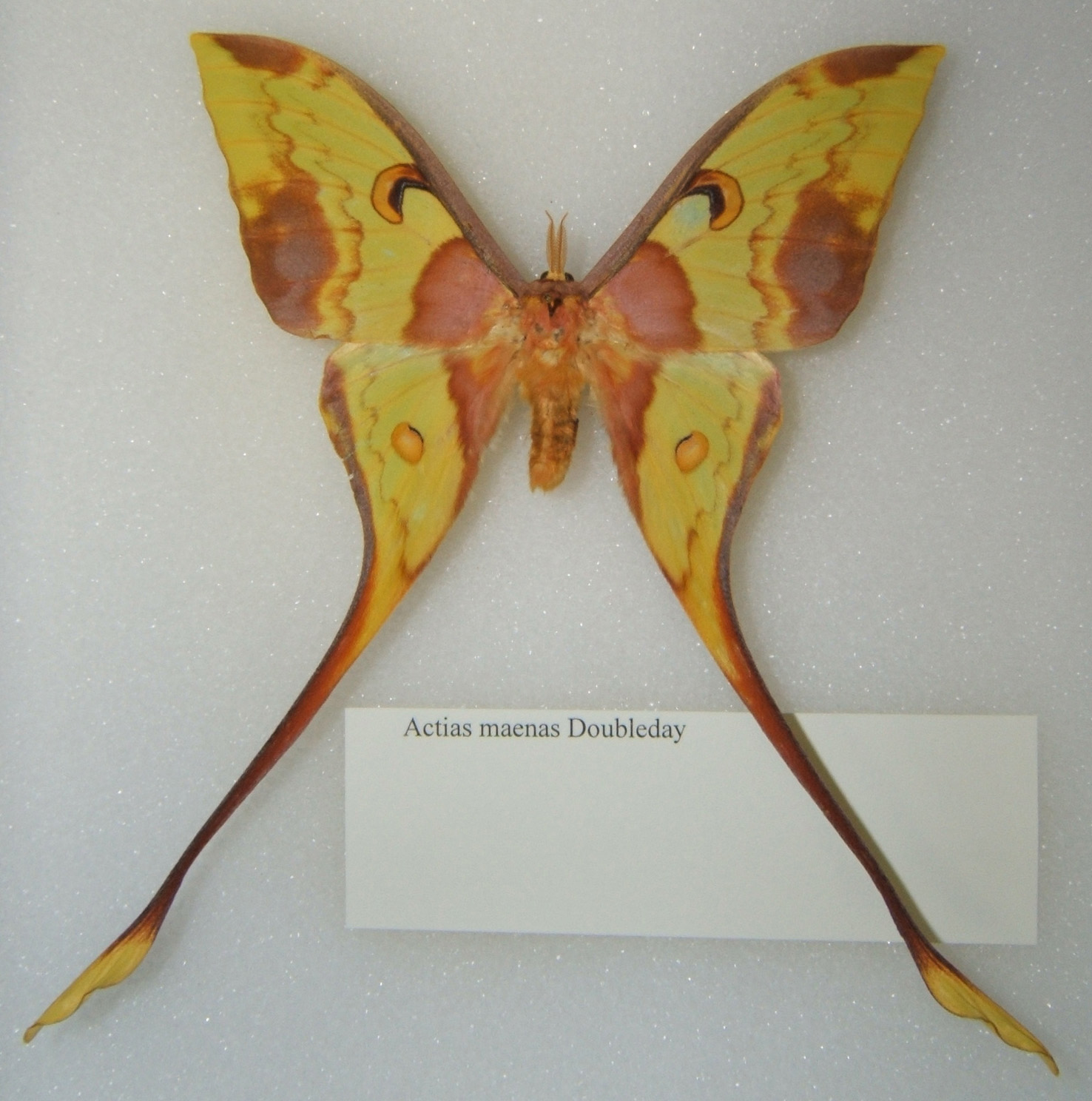
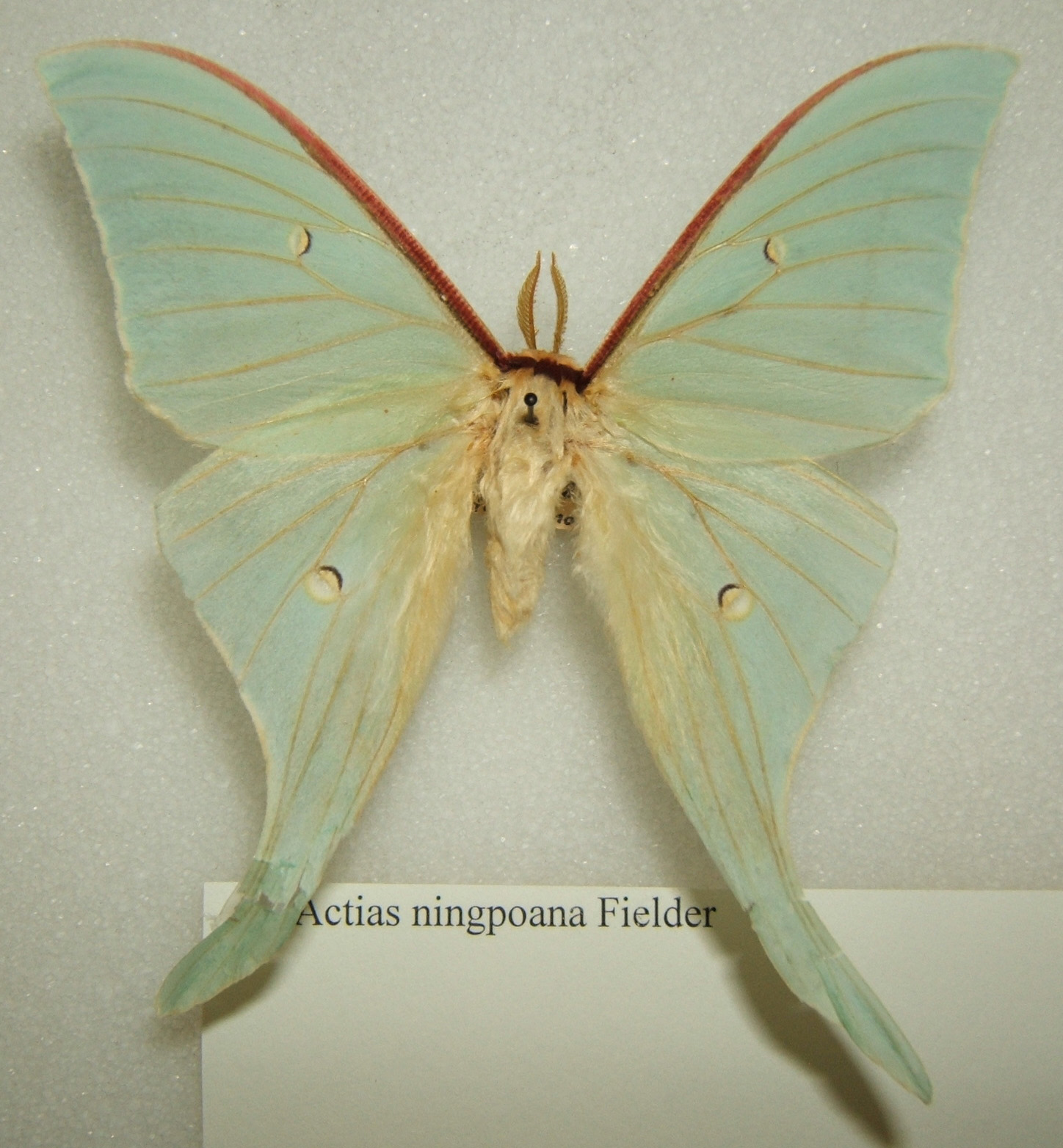
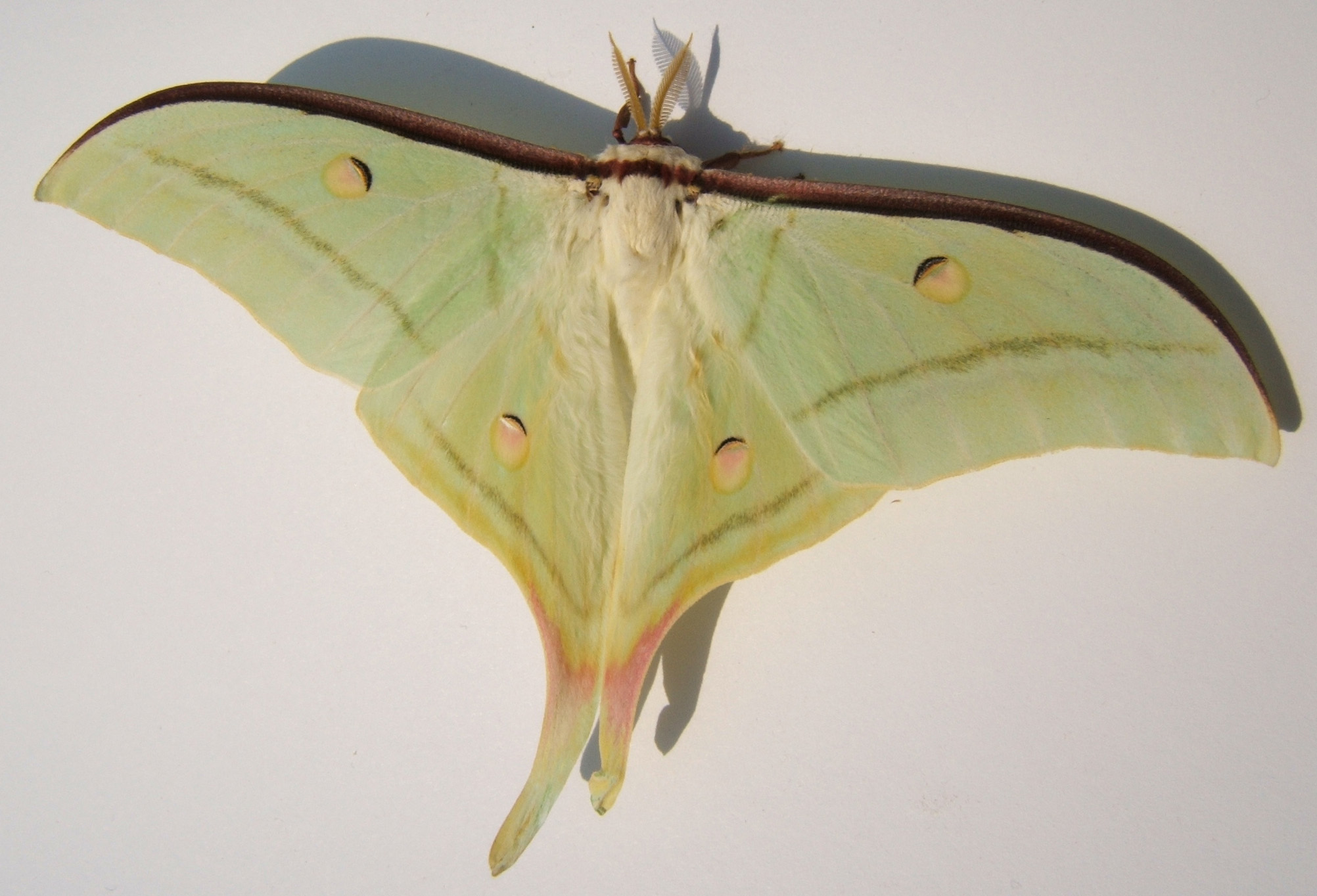
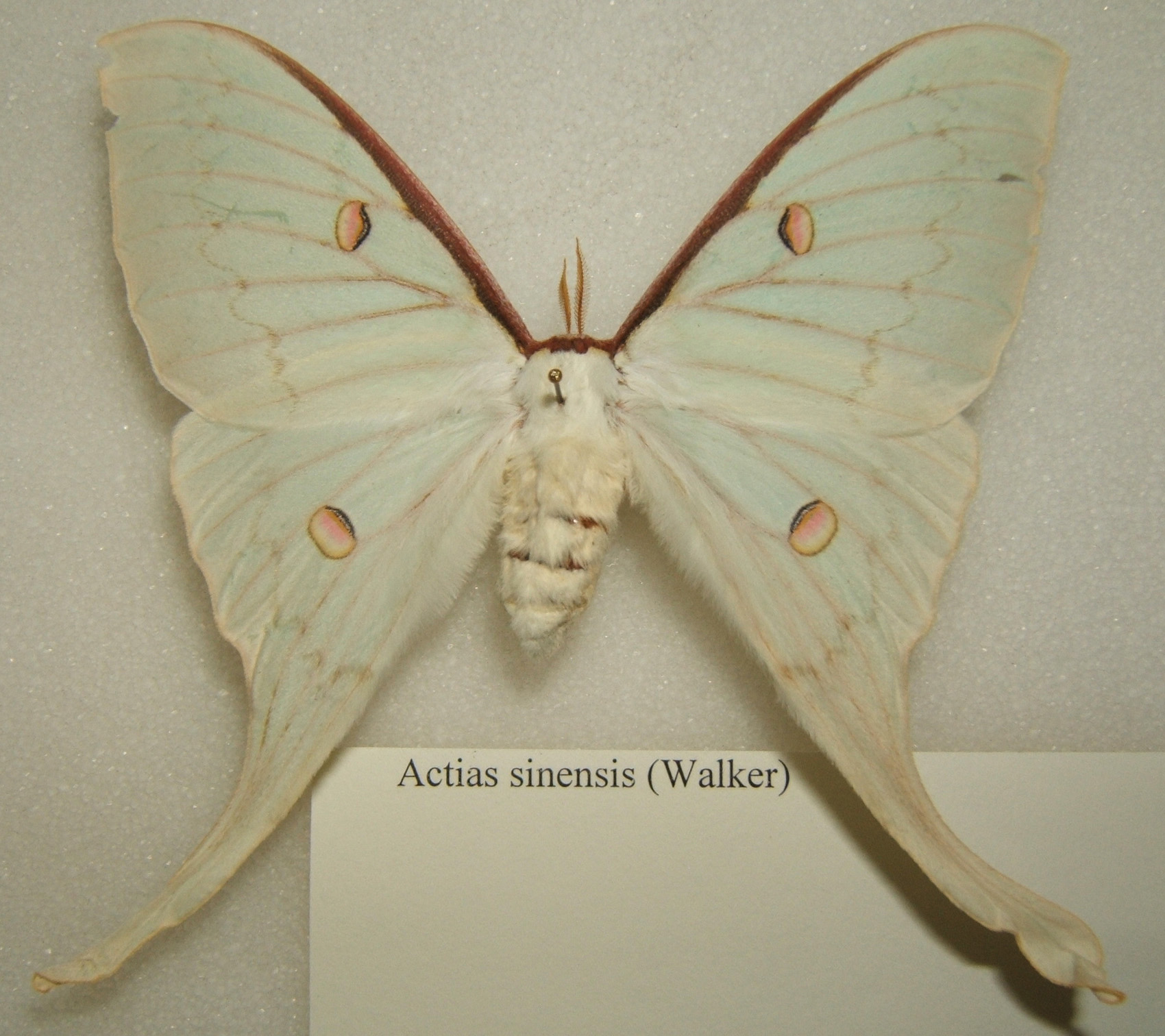
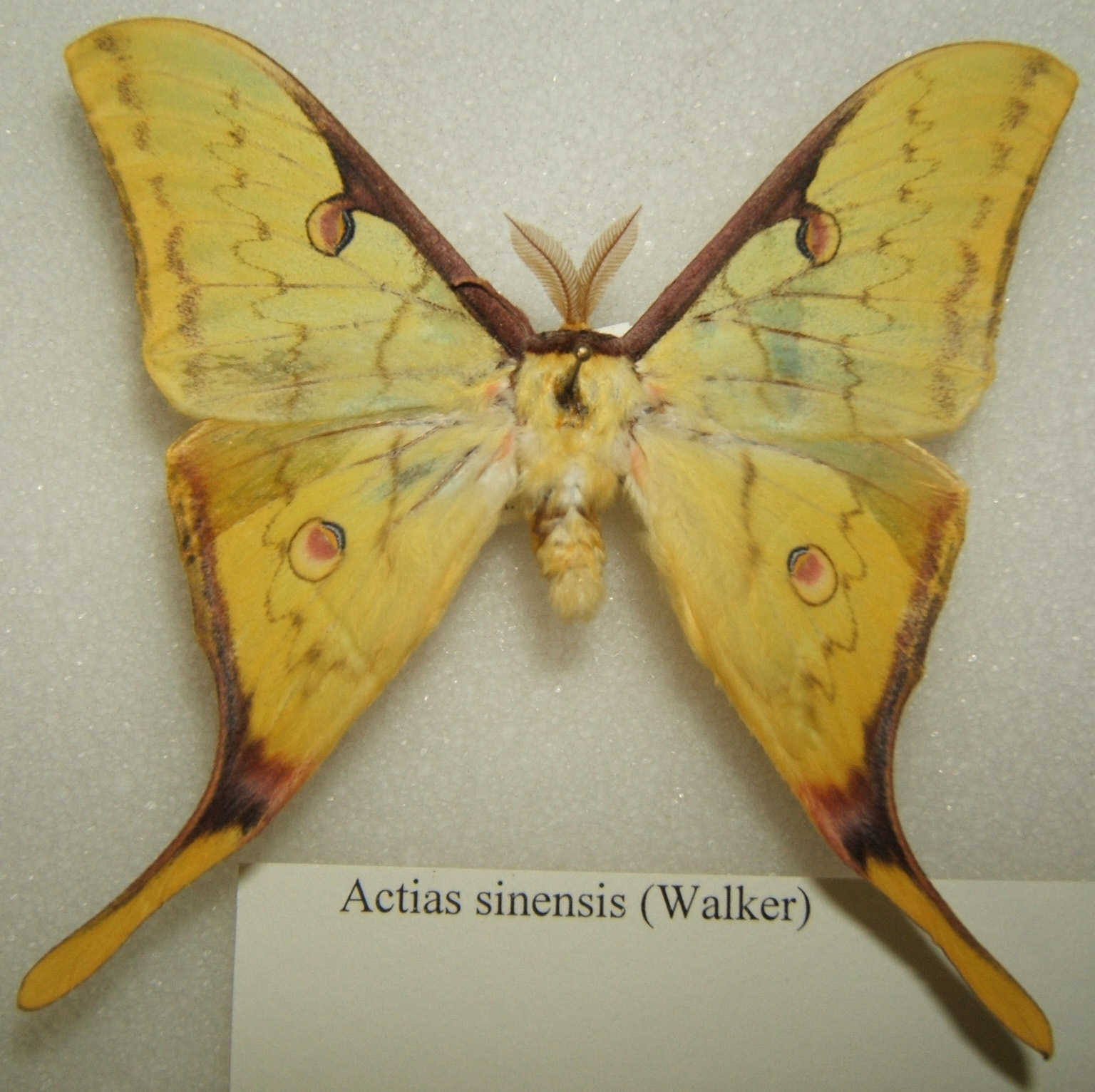
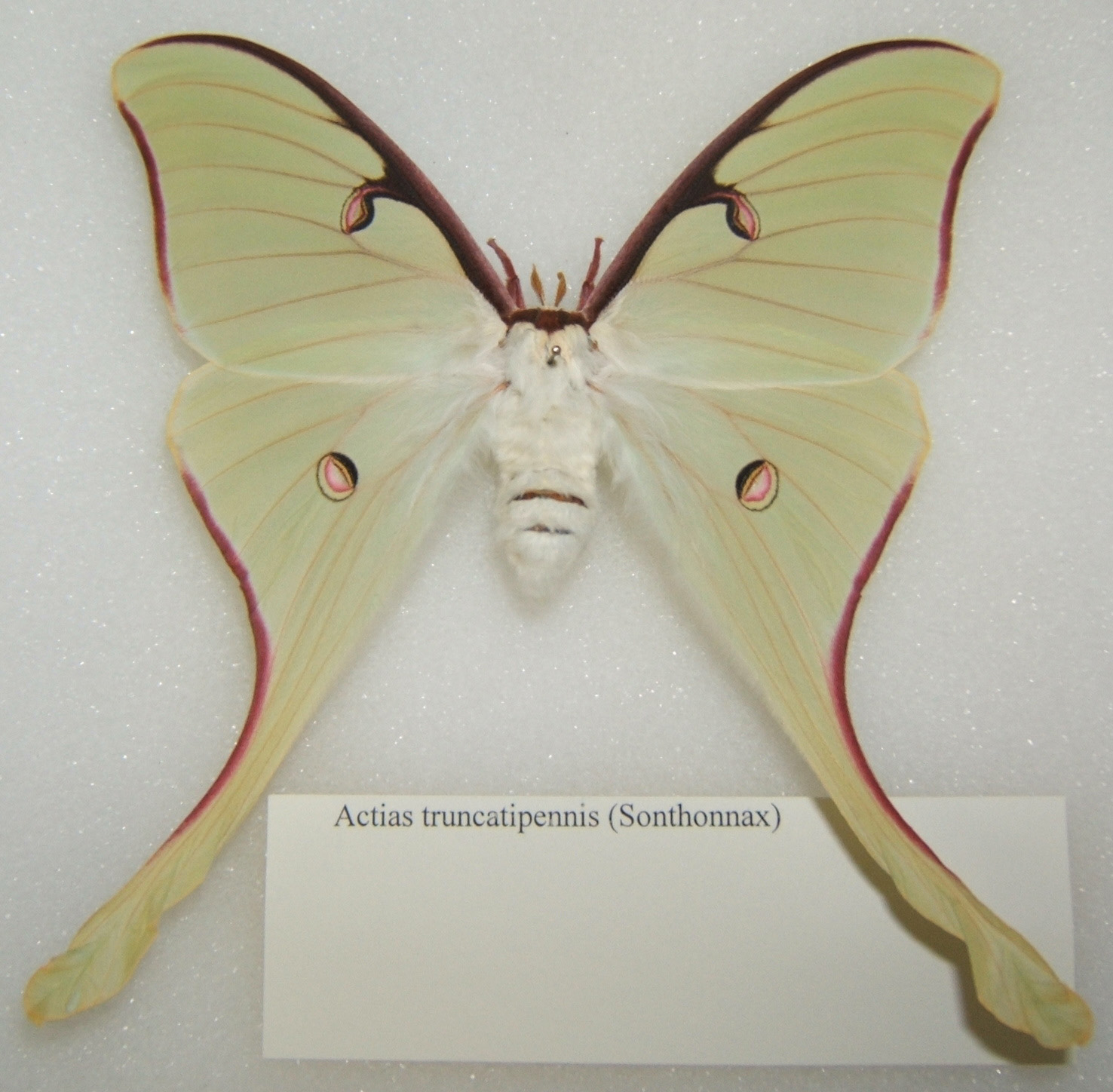
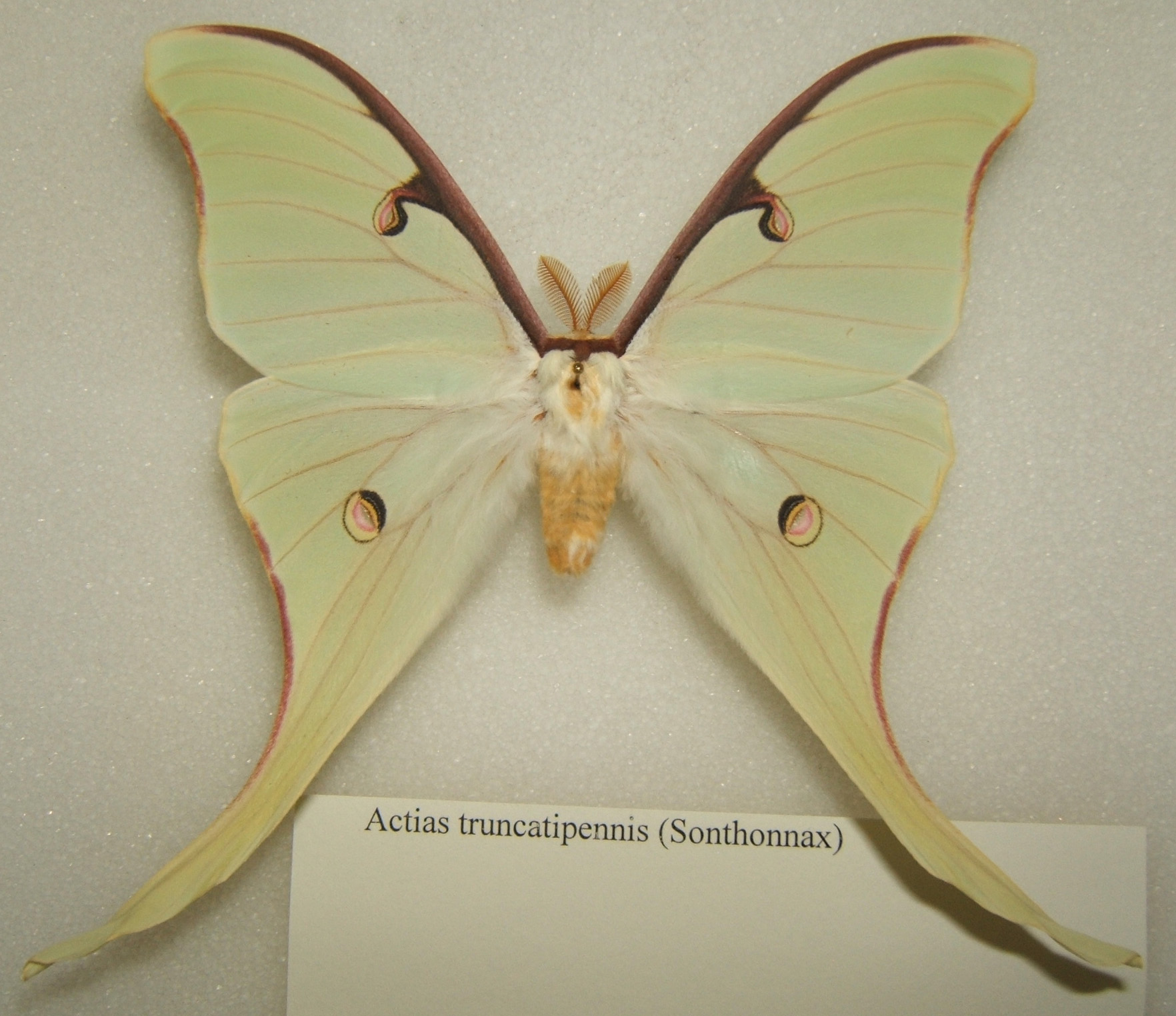